# جيم لويس (كاتب)
جيم لويس (بالإنجليزية: Jim Lewis)‏ هو كاتب سيناريو أمريكي، ولد في 1955.

## وصلات خارجية
- جيم لويس على موقع IMDb (الإنجليزية)
- جيم لويس على موقع قاعدة بيانات الفيلم (الإنجليزية)